# 운동화 거리

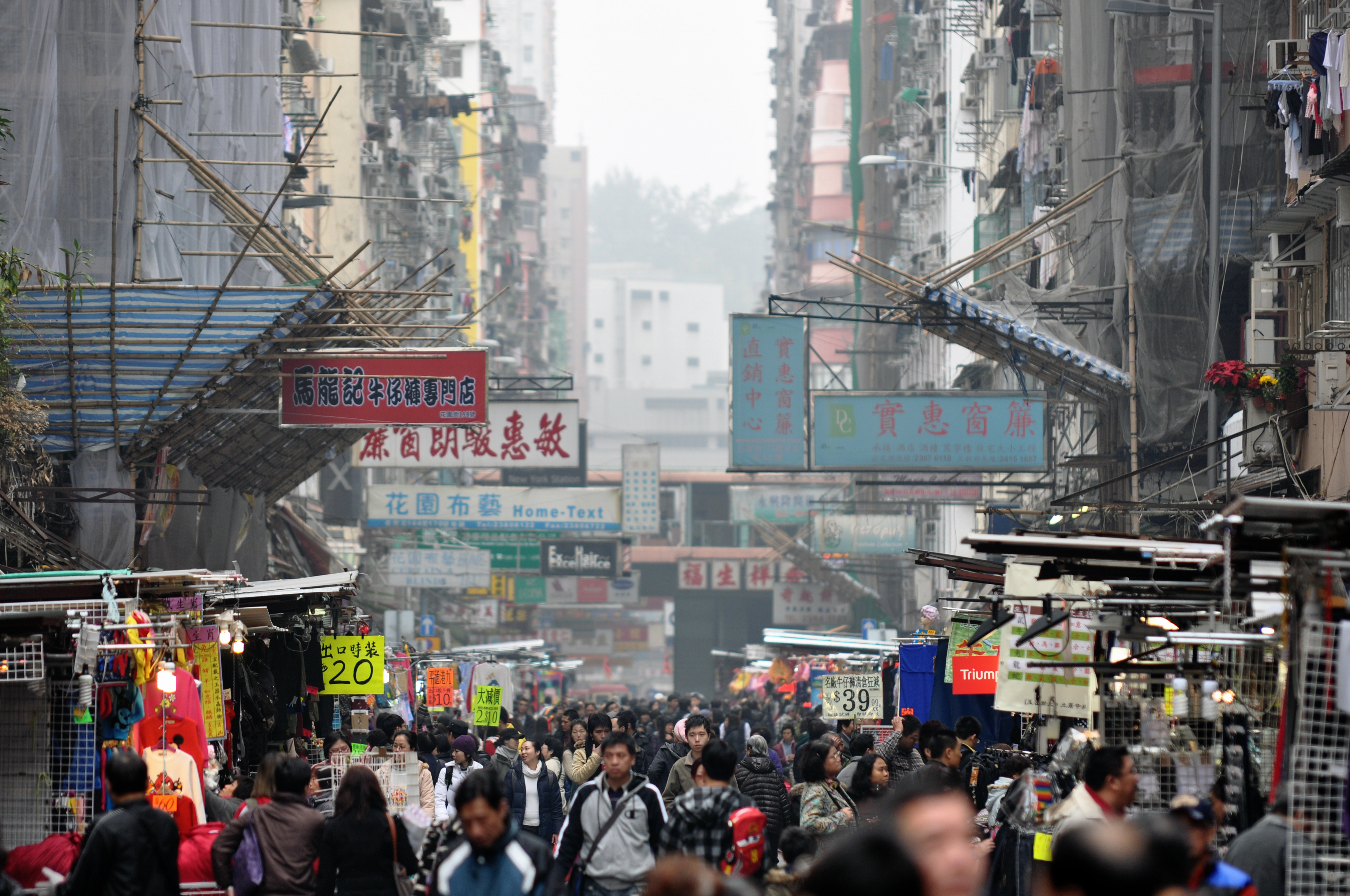
운동화 거리

운동화 거리(중국어: 波鞋街)는 홍콩 주룽에 위치한 거리이다. 운동화 내지 스포츠 용품을 파는 가게가 즐비하고 있다.